# Minijogos do Pacífico de 2013
Os Mini Jogos do Pacífico de 2013 foram a nona edição dos Mini Jogos do Pacífico. Eles ocorreram em Mata-Utu, Wallis e Futuna, Território francés no Oceano Pacífico, de 2 a 12 de Setembro de 2013.

## Países e territórios participantes
- Lista de países e territórios que participaram dos Mini Jogos do Pacífico de 2013

| - Estados Federados da Micronésia - Fiji - Guam - Ilha Norfolk - Ilhas Cook - Ilhas Marshall - Ilhas Salomão - Kiribati | - Nova Caledônia - Marianas Setentrionais - Nauru - Niue - Palau - Papua-Nova Guiné - Polinésia Francesa | - Samoa - Samoa Americana - Tonga - Toquelau - Tuvalu - Vanuatu - Wallis e Futuna |

## Desportos
Oito esportes foram disputados nesses jogos. Número de evento em cada esporte em parêntese.
| - Atletismo (47) () - Futebol de areia (2) () - Vôlei de praia (2) () - Rugby sevens (1) () - Vela (6) () | - Taekwondo (15) () - Canoa polinésia (Va'a) (12) () - Volleyball (2) () - Levantamento de peso (14) () |

## Sedes
- Stade de Mata-Utu (também chamado de Estádio de Kafika) – cerimônias de abertura e encerramento, atletismo e rugby de sete.
- Kolopelu Place (Futuna Island) - Voleibol de praia
- Kafika Hall – taekwondo, voleibol e levantamento de peso
- Baía de Gahi (ao lado da vila de Gahi na Ilha Wallis) - va'a (canoa polinésia)
- Ilha Tekaviki (Nordeste de Mata-Utu na Ilha Wallis) – vela

## Calendário
| OC | Cerimónia de abertura | ● | Competições | 1 | Finais | MC | Cerimónia de premiação | CC | Cerimónia de encerramento |

| Setembro de 2013          | 2 Seg | 3 Ter | 4 Qua | 5 Qui | 6 Sex | 7 Sáb | 8 Dom | 9 Seg | 10 Ter | 11 Qua | 12 Qui | Ouro medalhas |
| ------------------------- | ----- | ----- | ----- | ----- | ----- | ----- | ----- | ----- | ------ | ------ | ------ | ------------- |
| Cerimónias                | CA    |       |       |       |       |       |       |       |        |        | CE     |               |
| Atletismo                 |       | 3     | 13    | 11    | 20    |       |       |       |        |        |        | 47            |
| Canoa Polinésia (Va'a)    |       | 4     | 4     | 2     | 2     |       |       |       |        |        |        | 12            |
| Levantamento de peso      |       | 4     | 5     | 5     |       |       |       |       |        |        |        | 14            |
| Rugby sevens              |       |       |       |       |       |       |       |       | ●      | 1      |        | 1             |
| Taekwondo                 |       |       |       |       |       |       |       | 6     | 9      |        |        | 15            |
| Vela                      |       | ●     | ●     | ●     | ●     | ●     |       | ●     | ●      | ●      | MC     | 6             |
| Voleibol                  |       | ●     | ●     | ●     | ●     | ●     |       | ●     | ●      | 2      |        | 2             |
| Vôlei de praia            |       |       |       |       | ●     | ●     |       | ●     | 2      |        |        | 2             |
| Total de medalhas de ouro |       | 11    | 22    | 18    | 22    |       |       | 6     | 11     | 3      | 6      | 99            |
| Setembro de 2013          | 2 Seg | 3 Ter | 4 Qua | 5 Qui | 6 Sex | 7 Sáb | 8 Dom | 9 Seg | 10 Ter | 11 Qua | 12 Qui | Ouro medalhas |

## Quadro de medalha
NOTA: Este ranking não inclui os seis eventos na vela, devido aos resultados finais não presentes no site oficial.
| Jogos do Pacífico | Jogos do Pacífico               | Jogos do Pacífico | Jogos do Pacífico | Jogos do Pacífico | Jogos do Pacífico |
| ----------------- | ------------------------------- | ----------------- | ----------------- | ----------------- | ----------------- |
| Pos               | Países                          | Gold              | Silver            | Bronze            | Total             |
| 1                 | Polinésia Francesa              | 26                | 6                 | 4                 | 36                |
| 2                 | Papua-Nova Guiné                | 21                | 23                | 23                | 67                |
| 3                 | Nova Caledônia                  | 18                | 10                | 6                 | 24                |
| 4                 | Fiji                            | 9                 | 11                | 18                | 38                |
| 5                 | Samoa                           | 5                 | 2                 | 6                 | 13                |
| 6                 | Wallis e Futuna                 | 2                 | 17                | 14                | 33                |
| 7                 | Ilhas Salomão                   | 2                 | 6                 | 5                 | 13                |
| 8                 | Tonga                           | 2                 | 3                 | 10                | 15                |
| 9                 | Kiribati                        | 2                 | 1                 | 1                 | 4                 |
| 10                | Vanuatu                         | 2                 | 0                 | 6                 | 8                 |
| 11                | Ilhas Cook                      | 1                 | 3                 | 0                 | 4                 |
| 12                | Tuvalu                          | 1                 | 1                 | 1                 | 3                 |
| 13                | Ilhas Marshall                  | 1                 | 1                 | 0                 | 2                 |
| 14                | Nauru                           | 1                 | 0                 | 2                 | 3                 |
| 15                | Estados Federados da Micronésia | 1                 | 0                 | 0                 | 1                 |
| 16                | Palau                           | 0                 | 3                 | 1                 | 4                 |
| 17                | Niue                            | 0                 | 1                 | 0                 | 1                 |
| 18                | Guam                            | 0                 | 0                 | 2                 | 2                 |
| 19                | Ilha Norfolk                    | 0                 | 0                 | 1                 | 1                 |